# Wesley A. Clark
Wesley Allison Clark (* 10. April 1927 in New Haven, Connecticut; † 22. Februar 2016) war ein US-amerikanischer Computer-Konstrukteur.

## Leben
Clark wuchs in Nordkalifornien auf. Er studierte an der University of California, Berkeley, mit einem Bachelor-Abschluss 1947 und am Massachusetts Institute of Technology (MIT) mit einem Master-Abschluss in Elektrotechnik 1955. Dort konstruierte er mit Ken Olsen den TX-0 (1956) und den TX-2 (1958), die maßgeblich für die Entwicklung moderner Computer waren.
Mit Charles Molnar entwickelte er 1961 den LINC (für Laboratory Instrument Computer) am Lincoln Laboratory des MIT. Dieser wurde ab 1964 von der inzwischen von Ken Olsen gegründeten Digital Equipment und Spear Inc. produziert. Am MIT wurden sie als Labor-Computer benutzt – ihr erster Einsatz war 1962 am National Institute of Mental Health in Bethesda (Maryland) bei neurologischen Experimenten mit Katzen. Sie waren damals um die 40.000 Dollar relativ billig und hatten einen Bildschirm und eine Tastatur. Bis 1969 wurden etwa 50 Exemplare verkauft. Der Computer hatte eine Wortlänge von 12 bit und 1 kB Speicher (später 2 kB) und äußeren Speicher in Form eines Magnetbands (LincTape). Er gilt als einer der ersten Mini-Computer (andere frühe Minis waren der PDP-1 von 1959) und wie diese als Vorläufer des Personal-Computers.
Er war auch an der Entwicklung des Arpanet beteiligt, das als Vorläufer des Internets gilt. 1967 schlug er Larry Roberts vor, Interface Message Processors zu verwenden. Von 1964 bis 1972 arbeitete er an der Washington University (nachdem die Förderung des LINC am MIT auslief, er wurde dorthin von George E. Pake geholt), an der er auch danach Berater war. Mit seiner Frau Maxine Rockoff gründete er Clark, Rockoff and Associates in Brooklyn.
1981 erhielt er den Eckert-Mauchly Award und 1999 wurde er Mitglied der National Academy of Engineering. Sein ältester Sohn Douglas Clark ist Professor für Informatik an der Princeton University.

## Schriften
- Clark: The LINC was early and small, in Adele Goldberg A history of personal workstations, ACM Press 1988, S. 347–394
- B.G. Farley, W.A. Clark: Simulation of self-organizing systems by digital computer. IRE Transactions on Information Theory, 4 (1954) 76–84.